# ليوبينكو درولوفيتش
ليوبينكو درولوفيتش (بالسيريلية الصربية: Љубинко Друловић)، من مواليد 11 ابريل 1968 في نوفا فاروس في صربيا، لاعب كرة قدم صربي سابق، ومدرب كرة قدم حالي.
لعب مع عدة أندية من ضمنها نادي بارتيزان بلغراد ونادي بورتو ونادي زلاتار ونادي سلوغا ونادي سلوبودا ونادي راد.
و قد لعب مع منتخب صربيا لكرة القدم 38 مباراة دولية وسجل 3 أهداف.
و يدرب حاليا نادي توريزينسي البرتغالي.

## روابط خارجية
- ليوبينكو درولوفيتش على موقع الاتحاد الدولي (مؤرشف)  (الإنجليزية)
- ليوبينكو درولوفيتش على موقع الاتحاد الأوربي (الإنجليزية)
- ليوبينكو درولوفيتش على موقع قاعدة بيانات كرة القدم.إي يو (الإنجليزية)
- ليوبينكو درولوفيتش على موقع ناشيونال فوتبول تيمز (الإنجليزية)
- ليوبينكو درولوفيتش على موقع عالم كرة القدم.نت (الإنجليزية)